# مالتینیانو
مالتینیانو (به ایتالیایی: Maltignano) یک منطقهٔ مسکونی در ایتالیا است که در استان اسکولی پیچنو واقع شده‌است.

## خصوصیات
مالتینیانو ۸٫۲ کیلومترمربع مساحت و ۲٬۴۷۰ نفر جمعیت دارد.